# Ende (Adelsgeschlecht)

Wappen derer von Ende

Von Ende ist der Name eines uradeligen sächsischen Adelsgeschlechts. Es ist mit denen von Wolffersdorff stammes- und wappenverwandt.
Es ist nicht zu verwechseln mit dem Briefadelsgeschlecht Am Ende aus Sachsen.

## Geschichte
Der Ursprung des Adelsgeschlechts liegt im Dunkeln. Insbesondere in der älteren Genealogie sind noch viele Fragen offen. Der erste nachweisbare Vertreter soll Ritter Gottfried von Ende gewesen sein, der im Jahre 996 an einem Ritterturnier in Braunschweig teilgenommen haben soll. Urkundlich erscheint ebenfalls am 26. September 1222 ein Hermannus de Fine in der Markgrafschaft Meißen. Die Stammreihe beginnt mit dem Ritter, Markgräflich meißnischen und thüringischen Rat Nickel von Ende auf Rothengraben, der 1335–1362 urkundlich auftritt.
Der Reichsfreiherrnstand wurde mit Diplom vom 31. Oktober 1530 für Nicolaus von Endt, Herrn auf Wolkenburg, Lausnitz, Königsfeld und Fuchshain, Doktor der Rechte, kaiserlichen Hofrat, Kammergerichts-Assessor, sowie vom 10. Mai 1705 für Christian Vollrath von Ende und ihre jeweiligen Nachkommen bestätigt.
Durch Erwerb des Gutes Bierde (Böhme) wurde die Familie in den ritterschaftlichen Adel der Lüneburgischen Landschaft aufgenommen.
Der freiherrliche Stamm teilte sich in zwei Linien, der zu Altjeßnitz, die wiederum in einen älteren und jüngeren Zweig geteilt war, und in die Linie zu Düdelsheim in Hessen. Die Linie zu Alt-Jessnitz besaß das Majorat Altjeßnitz im Landkreis Bitterfeld (Provinz Sachsen) sowie die Lehnsgüter Trinum in Anhalt-Cöthen und Dittersbach in Sachsen. Später kam noch Jahna bei Meißen (heute Gemeinde Käbschütztal) hinzu.

## Wappen
|                             | Siebmachers Wappenbuch von 1605 |
| Wappen der Familie von Ende | Blasonierung: „Das Stammwappen zeigt in Gold einen springenden natürlichen Wolf. Auf dem Helm mit schwarz–goldenen Decken ein sitzender natürlicher Wolf.“ |
| Wappen der Familie von Ende | |

## Namensträger (chronologisch)
- Gottfried von Ende (* um 975), Ritter, im Jahre 996 angeblich Teilnehmer des Turniers in Braunschweig
- Georg Reck vom End, Teilnehmer des Fünften Turnieres zu Braunschweig ao. 996[5]
- „Fraw Anna eine geborne von Ende, eine eheliche Haußwirtin Sigmund Goldackers“ als „Erwehlte“ für Bayern im „9. (neundt) Thurnier, so gehalten worden von Leudolph Hertzog zu Sachsen und Graffe zu Süpplinburg, Anno 1119. zu Göttingen in der Hauptstadt der Raugraffen von Tassel“[6]
- Heinrich von Ende (* um 1185), Ritter, im Jahre 1209 angeblich Teilnehmer des Turniers in Worms
- Heinrich von Ende (* um 1240), Rat des Markgrafen Friedrich von Meißen, Obrist über die Meißner, Voigtländer und Pleißener Truppen
- Gottfried von Ende (* um 1320), landgräflich meißnisch-thüringischer Rat bei Friedrich dem Ernsthaftigen
- Heinrich von Ende (* um 1360), Kaiserlicher Rat und Erb-Banner-Herr in Karlstein, Ratgeber Landgraf Friedrichs und Kurfürst Friedrichs, Rat Kaiser Sigismunds
- Nickel von Ende (1504–nach 1533), kurfürstlich-sächsischer Beamter, Mitbegründer der Stadt Gottesgab
- Johann am Ende (1595–1665), Erzkaufsverwalter und Bürgermeister in Bleistadt
- Carl Gottlob von Ende (1700–1771), deutscher Rittergutsbesitzer, Hofbeamter und Hofrichter
- Leopold Nicolaus von Ende (1715–1792), deutscher Politiker
- August Friedrich von Ende (1719–1797), deutscher Rittergutsbesitzer, Beamter und Richter
- Gotthelf Dietrich von Ende (1726–1798), Verwaltungsjurist und Minister
- Carl Bernhard von Ende (1741–1807), deutscher Hofbeamter und Hofrichter
- Adolf von Ende (1760–1816), deutscher Jurist
- Friedrich Albrecht Gotthilf von Ende (1763–1829), deutscher Generalleutnant
- Johann Friedrich August von Ende (1780–1834), königlich-westphälischer Gardegeneral der Gewässer und Forsten
- Carl Heinrich Konstantin von Ende (1784–1845), deutscher Rittergutsbesitzer, Hofbeamter und Kurator
- Otto von Ende (1795–1856), deutscher Kammerherr und Politiker
- Rainier von Ende (1807–1871), deutscher Offizier, Politiker und Kriegsminister des Kurfürstentums Hessen
- August von Ende (1815–1889), deutscher Beamter und Politiker, MdR
- Reimer von Ende (1844–1906), deutscher Generalleutnant
- Siegfried von Ende (1851–1926), deutscher Generalleutnant
- Kurt von Ende, Bürgermeister von Bad Schmiedeberg
- Margarethe von Ende, Geburtsname von Margarethe Krupp (1854–1931), Ehefrau von Friedrich Alfred Krupp
- Felix von Ende (1856–1929), deutscher Maler
- Hans-Adam von Ende (1870–1952),[7] Ehren-Kommendator des Johanniterordens, letzter Herr auf Schloss Altjeßnitz
- Gabriele von Ende (* 1944), deutsche Malerin

### Sekundärliteratur
- Dieter Rübsamen: Kleine Herrschaftsträger im Pleissenland. Studien zur Geschichte des mitteldeutschen Adels im 13. Jh., in: Mitteldeutsche Forschungen; ISSN 0544-5957, Band 95, Böhlau, Wien/Köln 1987, S. 498. ISBN 3-412-04786-4.
- Bibliothek der Freiherren von Ende zu Altjeßnitz, in: Stadtmuseum Bitterfeld, ab ca. 1946 ULB Halle. DNB, vgl. DNB Andreas Erb und Christoph Volkmar: Adelsarchive im Landeshauptarchiv Sachsen-Anhalt. Übersicht über die Bestände. in: Veröffentlichungen der Staatlichen Archivverwaltung des Landes Sachsen-Anhalt / Reihe A / Quellen zur Geschichte Sachsen-Anhalts; Band 20, Selbstverlag, Magdeburg 2012, S. 66. ISBN 978-3-930856-01-5.
- Valentin König, Genealogische Adels-Historie, Band 1, S.301ff
- Uechtritz, Diplomatische Nachrichten adelicher Familien Freiherren von Ende, Band 4 S.46ff, von Ende, Band 5 S.26ff